# Ес Дабъл ю Ви
Ес Дабъл ю Ви (на английски: SWV: съкращение на Sisters With Voices, в превод Сестрите с гласове) е американска R&B група основана през 1990 година в Ню Йорк първоначално като госпъл група. В състава и се включват Черил Клемънс „Коко“, Тамара Джонсън „Тай“ и Лиан Лайънс „Лили“. Групата се превръща в една от най-успешните R&B групи през 90-те години. Те имат поредица от хитове, включващи Weak, "Right Here/Human Nature", "I'm So into You", и "You're the One". Групата се разпада през 1998, за да продължат със солови проекти и се събират отново през 2005 г. Към 2015 г. са продали повече от 25 милиона копия, което ги прави една от най-продаваните момичешки групи за всички времена.

## Дискография

### Студийни албуми
- It's About Time (1992)
- New Beginning (1996)
- Release Some Tension (1997)
- I Missed Us (2012)
- Still (2016)

### Компилации
- SWV's Greatest Hits (1999)
- SWV's Greatest Hits (1999)
- Best of SWV (2001)
- Platinum & Gold Collection (2003)
- The Encore Collection (2004)
- S.O.U.L. (2011)

### Коледни албуми
- A Special Christmas (1997)

### EP албуми
- The Remixes (1994)

### Сингли
- Right Here (1992)
- I'm So into You (1993)
- Weak (1993)
- Right Here/Human Nature (1993)
- Downtown (1993)
- You're Always on My Mind (1993)
- Anything (1994)
- You're the One (1996)
- Use Your Heart (1996)
- It's All About U (1996)
- Can We (1997)
- Someone (1997)
- Lose My Cool (1997)
- Rain (1998)
- Co-Sign (2011)
- Love Unconditionally (2012)
- All About You (2014)
- Ain't No Man (2015)
- MCE (Man Crush Everyday (2015)
- On Tonight (2016)

## Турнета

### Самостоятелни
- Weak (1993)
- SWV World Tour (1996)
- Sistaz Only (1997)
- Release the Tension (1997)
- New Jack Swing Tour (2005)
- SWV and Faith Evans (2010)

### Подгряващи
- Тони Бракстън – „As Long As I Live Tour“ (2019)